# Marathoúnta (Paphos)
Marathoúnta (grec moderne : Μαραθούντα) est un village de Chypre de plus de 309 habitants.